# Bubaqra
Bubaqra – osada w granicach administracyjnych miejscowości Żurrieq na Malcie. Osada sąsiaduje z Nigret i Ħal Far. Liczba mieszkańców wynosi około 2000 osób. W centrum osady znajduje się kościół Santa Marija ta' Bubaqra.

## Opis ogólny
Obszar ten został wymieniony przez Giovanniego Francesco Abelę w 1647 jako „Dejr el Bakar”, co oznacza „dom (terytorium) krów”. Znany również jako „Bvbakra” (Bubaqra) dosłownie oznacza „ojciec krów” . Według Godfreya Wittingera „Bakar” może być bezpośrednim nawiązanie do boga budzącego wieśniaków lub do pastucha, który daje mleko od swoich krów – co w pierwszym przypadku pochodziłoby z okresu arabskiego, natomiast w drugim przypadku wywodziłoby się z wpływów sykulo-arabskich lub od włoskiego słowa „vaccaro” .
W 1579 na obrzeżach tego obszaru zbudowano wieżę Bubaqra. Została ona zbudowana jako wiejskie zacisze przez rycerza Zakonu św. Jana, i w niektórych sytuacjach była używana do celów obronnych. Wieża jest obecnie własnością prywatną i została odrestaurowana.
Na terenie osady umiejscowiony jest cmentarz służący całej społeczności Żurrieq. Znajduje się na nim kaplica św. Leona.

## Zarządzanie
Bubaqra pozostaje integralną częścią rady lokalnej Żurrieq, jednak ma własną administrację w postaci Bubaqra Administrative Committee.